# Uso da Internet no mundo

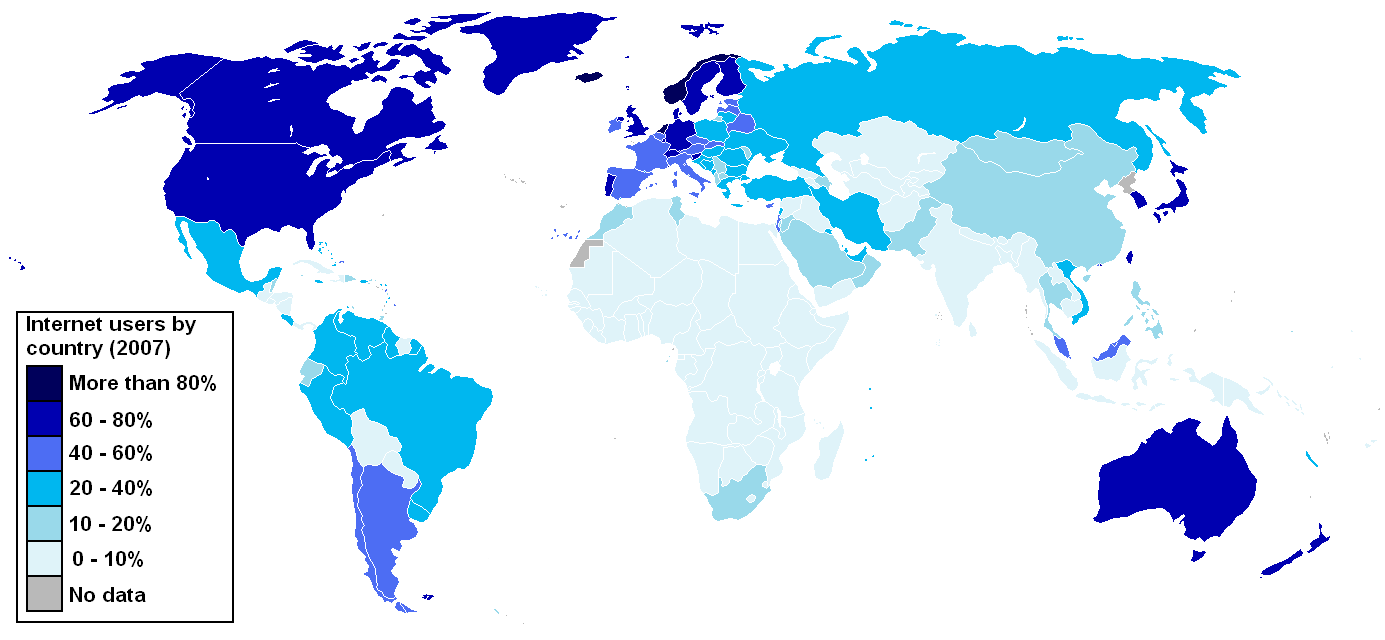
Porcentagem da população com acesso a internet em 2007

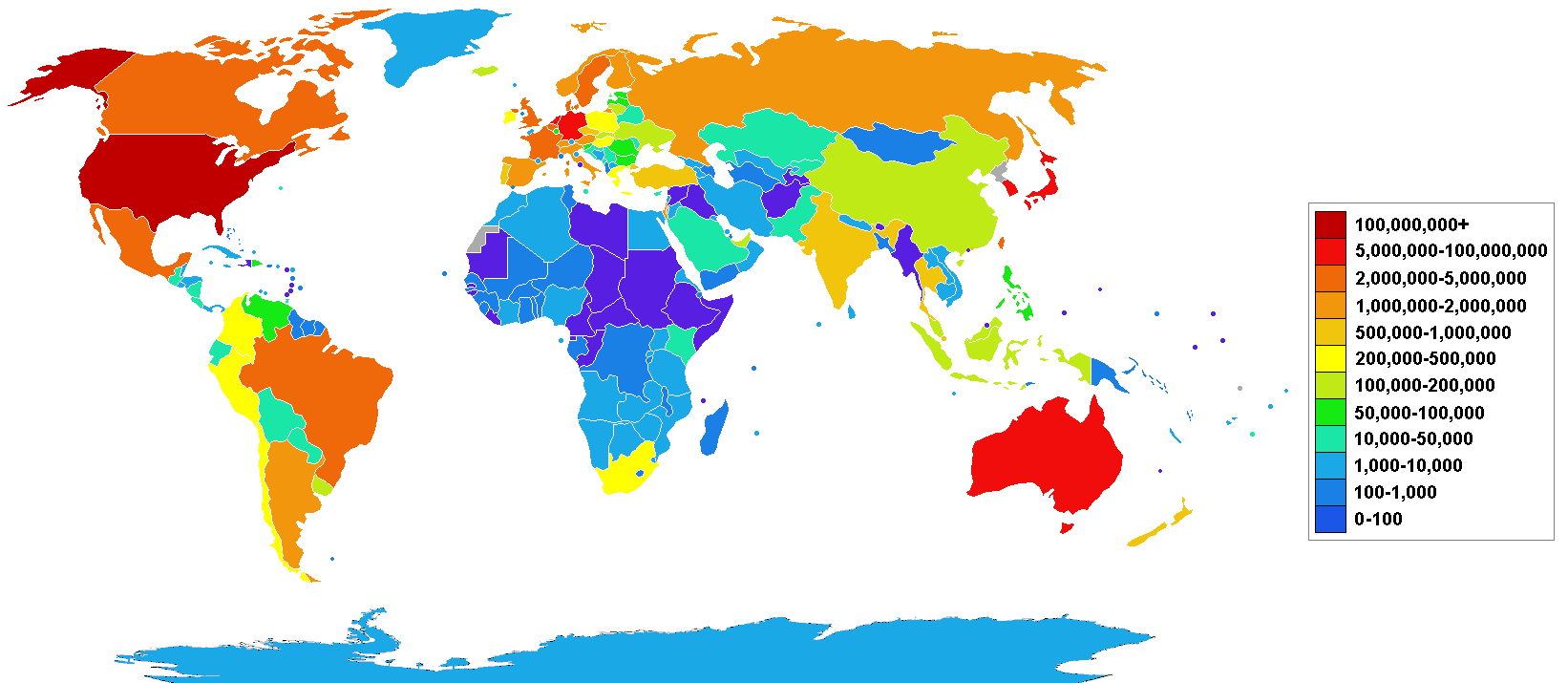
Distribuição dos usuários de Internet por país em 2009(CIA)

Cerca de 87% das pessoas, de 26 países entrevistados, consideram o acesso à Internet um direito fundamental para todas as pessoas. Dos que não têm acesso, 70% acreditam que deveriam ter. Essas opiniões foram ainda mais fortes no México, Brasil, Turquia e Coreia do Sul. 75% dos entrevistados no Japão, México e Rússia disseram que não conseguiriam ficar sem. A pesquisa foi feita pois a Inglaterra aprovou uma lei para controlar fraudes na internet (conhecida como Digital Economy Act), e outros países estão considerando criar leis semelhantes.

## Línguas usadas na Internet

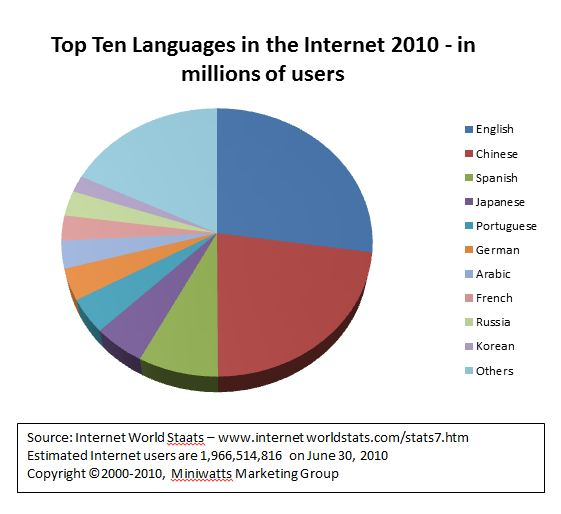
Gráfico representando a proporção em 2010 (em inglês). O português está em 5.º lugar.

O Uso da Internet no mundo e a penetração do seu acesso variam de acordo com o país.  Embora a maioria dos acessos à Internet venham da China, grande parte da páginas estão em Língua inglesa.
Um estudo de 2007 sobre a presença de línguas românicas na Internet, revelou que 45% das páginas estão em inglês, 5,9% em língua alemã, 4,41% em língua francesa, 3,8% em língua espanhola, 2,66% em língua italiana, 1,39% em língua portuguesa, 0,28% em língua romena, 0,14% em língua catalã e 36,54% em outras línguas.
O uso do português na internet diminuiu cerca de 1000% entre 2000 e 2010. Estima-se que existam mais de 82 milhões falantes de português na internet, o que representa cerca de 1/3 dos 250 milhões de falantes de português no mundo. Porém representa apenas 4.2% do total de usuários da internet. O árabe foi o que teve maior crescimento, com um aumento de 2.500%. O alemão é o que tem maior com penetração relativa com 78% dos falantes de alemão possuindo acesso a internet.

## Usuários da Internet por idioma.
Estimativas da população mundial online por idioma em 2010.
| Posição | Idioma            | Usuários de Internet | % do total |
| ------- | ----------------- | -------------------- | ---------- |
| 1       | Inglês            | 536.564.837          | 27,5       |
| 2       | Chinês (mandarim) | 444.948.013          | 22,6       |
| 3       | Espanhol          | 153.309.074          | 7,8        |
| 4       | Japonês           | 99.143.700           | 5,3        |
| 5       | Português         | 82.548.200           | 4,2        |
| 6       | Alemão            | 75.158.584           | 4,0        |
| 7       | Árabe             | 65.365.400           | 3,3        |
| 8       | Francês           | 59.779.525           | 3,2        |
| 9       | Russo             | 59.700.000           | 2,5        |
| 10      | Coreano           | 39.440.000           | 2,1        |

## Internet por continente
O uso da internet no mundo está crescendo rapidamente em todo mundo, só nos últimos 10 anos ela cresceu cerca de 444% no mundo, chegando a aproximadamente 2 bilhões de usuários, a maioria deles na Ásia. O crescimento em cada continente pode ser observado na tabela abaixo:
| Continente            | População (Estimada em 2010) | Usuários da Internet em 2000 | Usuários da Internet em 2010 | Porcentagem que usa internet | Crescimento entre 2000-2010 | Proporção no mundo |
| --------------------- | ---------------------------- | ---------------------------- | ---------------------------- | ---------------------------- | --------------------------- | ------------------ |
| África                | 1,013,779,050                | 4,514,400                    | 110,931,700                  | 10.9%                        | 2,357.3%                    | 5.6%               |
| América do Norte      | 344,124,450                  | 108,096,800                  | 266,224,500                  | 77.4%                        | 146.3%                      | 13.5%              |
| América Latina/Caribe | 592,556,972                  | 18,068,919                   | 204,689,836                  | 34.5%                        | 1,032.8%                    | 10.4%              |
| Ásia                  | 3,834,792,852                | 114,304,000                  | 825,094,396                  | 21.5%                        | 621.8%                      | 42.0%              |
| Oriente Médio         | 212,336,924                  | 3,284,800                    | 63,240,946                   | 29.8%                        | 1,825.3%                    | 3.2%               |
| Europa                | 813,319,511                  | 105,096,093                  | 475,069,448                  | 58.4%                        | 352.0%                      | 24.2%              |
| Oceania               | 34,700,201                   | 7,620,480                    | 21,263,990                   | 61.3%                        | 179.0%                      | 1.1%               |
| Total no mundo        | 6,845,609,960                | 360,985,492                  | 1,966,514,816                | 28.7%                        | 444.8%                      | 100.0%             |